# 侯志斌
侯志斌（1989年1月18日—），中國男歌手。
因爲擅長於高難度的轉音和假聲，而有中國版Vitas的美稱。2008年进入《名師高徒》成都10強。2010年參加湖南衛視選秀節目《快樂男聲》而為觀眾所熟知並喜愛。2011年簽約於英皇娛樂。

## 作品

### 比賽經歷
- 2008年 江蘇衛視《名師高徒》（成都10強）
- 2010年 湖南衛視《快樂男聲》（成都唱區50強選手，南充賽區冠軍，全國12強）
- 2011年 《英皇下一站天王天后》（冠軍）

### 音樂作品
- 2011年 《期待愛 相信愛》

### 音樂錄影帶
| 年份   | 演唱歌手 | 歌曲     | 專輯名稱      | 備註 |
| ------ | -------- | -------- | ------------- | ---- |
| 2011年 | 英皇群星 | 敢做敢當 |               |      |
|        | 侯志斌   | 小指勾   | 期待愛 相信愛 |      |
|        | 侯志斌   | 期待愛   | 期待愛 相信愛 |      |

## 所獲獎項
- IFPI香港唱片銷量大獎頒奬禮2011 - 最暢銷本地男新人
- 音樂先鋒榜2011年度 - （香港）先鋒新人：侯志斌

## 外部連結
- 侯志斌的新浪微博
- 侯志斌英皇官方網站